# Skitsoy
Skitsoy est un groupe belge de thrash metal, actif entre 2001 et 2007. Le groupe se composait de Franky De Smet-Van Damme (également actif au sein de Channel Zero).

## Histoire
Skitsoy est formé en 2001, longtemps après le départ de Franky de son groupe Channel Zero. En mars 2002, le groupe commence à se produire dans toute la Belgique. 
En 2005, ils sortent leur premier et unique album Come 2 Belgium, enregistré aux studios Bauwhaus à Amsterdam, qui est remarqué par la presse spécialisée, et qui se classe 71e des charts belges. Par la suite, le groupe joue dans divers lieux notables comme le festival de Dour en 2005. Entretemps, le groupe remporte le Bilbao Rock Contest organisé à Bilbao, en Espagne, deux fois d'affilée en 2005 et 2006. Le groupe décide de se séparer en 2007.

## Discographie
- 2005 : Come 2 Belgium (album)
- 2005 : Brain***king (single)